# Premium Internet
Premium Internet S.A. – polski operator telekomunikacyjny, świadczący od 1998 roku usługi na międzynarodowym rynku operatorskim – obsługując połączenia (VoIP oraz PSTN) na terenie Europy Wschodniej i Centralnej. Operator obsługuje w Polsce prefiks 1077 pozwalający na wyprowadzanie i terminację połączeń międzymiastowych, międzynarodowych oraz do sieci mobilnych. Spółka została przejęta przez firmę Netia S.A.